# Bernat Metge
Bernat Metge, né à Barcelone entre 1340 et 1346 et mort dans la même ville en 1413 est un écrivain, traducteur et premier représentant de l'humanisme dans la littérature catalane. 
Il est considéré comme l'un des meilleurs prosateurs au tournant du XIVe siècle. Il introduit la littérature de la Renaissance italienne avec une belle intelligence, et un grand sarcasme. Il était également secrétaire du roi. Son œuvre majeure est Lo somni (en français le songe ou le rêve) en 1399.

## Biographie
Bernat Metge naît à Barcelone peu avant 1346, près du palais royal. Il est le fils de Guillem Metge, un pharmacien qui travaille pour la maison royale et qui meurt en 1359. Son père lui transmet les connaissances de philosophie naturelle qui, plus tard, imprègneront son poème parodique Médecine appropriée à tout mal (1396 ?) et ses commentaires à Lo somni. La profession de son beau-père, Ferrer Saiol, influence aussi sa formation intellectuelle. Outre les fonctions d'escrivà de ració et de protonotaire de la reine Éléonore de Prades, il traduit en catalan le De re rustica et fait en sorte que Bernat Metge se dirige professionnellement vers la chancellerie. 
Ainsi, marchant sur les pas de son beau-père, promu à une brillante carrière, il devient notaire le 16 décembre 1370 et enregistreur au service de la reine Éléonore de Sicile, du 15 avril 1371 au 20 avril 1375. L’exercice de tels offices suppose qu'il a des lettres et maîtrise les langues officielles de la Couronne : le latin, le catalan et l'aragonais. Bernat Metge doit avoir une bonne formation en doctrine chrétienne, arts libéraux, droit et philosophie naturelle. Sa vaste culture inclut une parfaite connaissance de l'occitan des troubadours, du français et de l'italien. 
À la mort de la reine Éléonore en 1375, il devient secrétaire auprès de Jean, prince héritier qui est son ami et son protecteur. Bernat Metge ne cesse alors d’être impliqué dans des scandales de corruption et de détournement dans l’exercice de ses fonctions. Le Livre de Fortune et de Prudence, daté de 1381, est un long poème qui narre son voyage vers l’île fabuleuse de la Fortune. Il y apprend que les malheurs dont il est la proie sont une preuve utilisée par la providence divine pour manifester sa vertu et son innocence. Sa situation professionnelle est en voie d’amélioration quand, en 1387, Jean monte sur le trône. De 1390 à 1396, il est le secrétaire du couple royal. Malgré cela, il a maille à partir avec la justice. En 1388, il est jugé. Il écrit l’Histoire de Walter et Griselde, adaptation d’un texte latin de Pétrarque qui est en fait une traduction du dernier conte du Décaméron de Boccace. Et à nouveau, dans la lettre qui accompagne l’œuvre il se déclare innocent. 
Parallèlement, le 2 mai 1379, il épouse Eulàlia Vivó, avec qui il a un enfant, et en octobre 1390, après le décès de sa première épouse, il se marie avec Eulàlia Formós, avec qui il a quatre enfants. Dans les années quatre-vingt-dix, sa charge l’oblige à s’occuper d’affaires pour le moins délicates, comme l’administration des dîmes que le Pape Clément VII a accordées à Jean Ier en 1392 afin qu’il termine la conquête de la Sardaigne. En 1393, il est nommé procurateur général chargé des affaires de la cour ; puis, entre février et avril 1395, il est envoyé à la cour papale d’Avignon comme ambassadeur. Ce séjour à la cour pontificale est capital pour sa formation intellectuelle, vu l’importance culturelle de la cité. Après la mort subite du roi, lors d’une partie de chasse, le 19 mai 1396, il est destitué et jugé avec d’autres membres du conseil et de la chancellerie royale. Il semble avoir été emprisonné, du moins entre fin juillet 1396 et fin mai 1397. On ne sait si le fait de situer le cadre narratif du Songe dans une prison relève ou non de la fiction. Il est écrit en effet plus tard, probablement après le 7 décembre 1398 et avant le 28 avril 1399.

## Œuvre littéraire
Le Songe est divisé en quatre livres. C’est son chef d’œuvre, cité par Joanot Martorell dans le Tirant le Blanc. Il s’agit d’un produit littéraire unique dans son contexte, qui fait de Bernat Metge un novateur, plutôt dans la ligne de la prose artistique du XVe siècle que dans celle des genres cultivés à la fin du XIIIe. L'œuvre contient des emprunts à ses contemporains, les plus grands : Lulle, saint Vincent Ferrier, Canals et Eiximenis, mais il les intègre parfaitement à son propos, qui n’est pas banal. Comme dans le Livre de Fortune et Prudence et dans celui de la Médecine appropriée à tout mal, il écrit à la première personne. Cette technique essaye de légitimer son entièreté et sa conscience professionnelle. Bernat Metge invente un dialogue entre l'auteur et le fantôme du roi Jean Ier, moyennant un procédé littéraire aussi prestigieux qu’ancien : la vision en songe. 
Dans le second livre, Jean explique à Bernat la raison de sa mort subite, l’innocentant de fait. Il lui prédit un acquittement au futur procès et les faveurs de son frère le roi régnant Martin l'Humain. Parmi des éloges du roi, de la reine et de la famille royale de la part du narrateur, accompagnées d’autant de preuves de dévouement, tout fait penser que l’intention première de l'œuvre est le retour en grâce auprès du nouveau roi. Sa description des Enfers rappelle celle de Dante et son évocation du grand Schisme est intéressante à plus d’un titre. On apprend que nul roi chrétien n’est entré au ciel depuis qu'il a débuté et que Pierre le Cérémonieux et Jean Ier, entre autres, attendent au Purgatoire que le Schisme prenne fin. 
Les autres œuvres de Bernat Metge sont l’Ovide épris, l’Apologie et le Sermon. La première est une traduction du deuxième livre du poème latin De vetula, d'un auteur inconnu du XIIIe siècle. De l’Apologie, écrit en prose et daté de 1395, on ne conserve que le début. C’est la confession intime d'un homme moderne qui imite le Secretum de Pétrarque. Finalement, le Sermon est peut-être son œuvre la plus ancienne. En 211 vers, l’auteur s’adonne à une brillante parodie des prédicateurs.
Grâce à Martin Ier d'Aragon, et après avoir atteint son propos dans Le Songe, il est progressivement réintégré en ses charges officielles à partir de 1399, jusqu’à sa complète réhabilitation comme secrétaire de la cour, le 31 mai 1410. À partir de 1405, il est secrétaire personnel du roi et sa correspondance la plus littéraire date de cette période. Durant l'interrègne et à l’avènement de Ferdinand  Ier en 1412, il est écarté des affaires de l’État. Il mène une activité toute privée, en citoyen honoré de la ville de Barcelone, jusqu’à sa mort, survenue dans sa maison du carrer de la Cucurulla, entre le 27 février et le 28 de juin 1413. 
Bernat Metge est considéré comme l’un des meilleurs prosateurs catalans de tous les temps. Ses œuvres, et plus particulièrement Le Songe,n’ont jamais cessé d’être publiées, traduites et commentées.

## Hommages
À l'instar de Guillaume Budé, Bernat Metge est le parrain posthume d'une collection universitaire d'ouvrages de l'antiquité gréco-romaine. La Fundació Bernat Metge (ca), fondée en 1922 sur le modèle des Belles Lettres et de Teubner existe toujours et a publié de nombreux textes anciens en version bilingue.

## Œuvres
Éditions du texte original
- L. Badia, X. Lamuela (éds), Obra completa de Bernat Metge, Barcelone : Selecta, 1975, 1983.
- L. Badia (éd), Lo somni, Barcelone : Quaderns Crema, 1999.
- J. Butina (éd. et trad.), Lo somni. El sueño, Madrid : Centro de Lingüística Aplicada, 2007.
- S.M. Cingolani (éd), Lo somni, Barcelone : Barcino, Coll. « Els Nostres Clàssics » B. 27, 2006.

Traduction moderne en français
- Le Songe, traduit du catalan par Patrick Gifreu et présenté par Marina Mestre Zaragozá, Éditions de la Merci, 2015,  (ISBN 9791091193061)

Traduction modernes en d'autres langues
- En anglais : R. Vernier (éd), The dream of Bernat Metge, Aldershot : Ashgate, 2002.
- En italien : L. Badia (éd.), G. Faggin (trad.), Il Sogno, Alexandrie : Edizioni dell’Orso, 2004.
- En espagnol : J. Butina (éd. et trad.), Lo somni. El sueño, Madrid : Centro de Lingüística Aplicada, 2007.
- En allemand : R. Friedlein, Der Traum, Berlin : Lit Verlag, 2013.

### Études et bibliographie
- L. Badia, « Siats de natura d’anguila en quant farets » : la literatura segons Bernat Metge. El Crotalón, Anuario de Filología Española 1, 1984, p. 25-65.
- L. Badia, De Bernat Metge a Joan Roís de Corella. Estudis sobre la cultura literària de la tardor medieval catalana. Barcelone : Quaderns Crema, 1988.
- L. Badia, Pròleg amb homenatge a Lo somni. In Literatura i cultura a la Corona d’Aragó (segles XIII-XV). 	Barcelone : Publicacions de l’Abadia de Montserrat, 2002, p. 5-18.
- J. Butina, La consciencia lingüística en las letras catalanas de la Edad Media : del campo histórico y del filosófico a la ficción. In M. Martinell, M. Cruz (éds), La conciencia lingüística en Europa. Testimonios de situaciones de convivencia de lenguas (ss. XII-XVIII), Barcelone : PPU, Université de Barcelone, 1996, p. 79-134.
- J. Butina, Ciceró i Ovidi a Lo somni. In Actes de la Journée Médiévale sur Bernat Metge (La Sorbonne, 1999). Revue d’Études Catalanes, 2000, no 3, p. 85-120.
- S. Cingolani, El somni d’una cultura : "Lo somni" de Bernat Metge, Barcelone, 2002.
- R. Friedlein, Bernat Metge Lo Somni (1398) ; Die Konkkurrenz der Erkenntnisweisen zwischen scholastischem und humanistischem Diallogmodell. In K.W. Hempfer (dir), Poetik des Dialogs. Aktuelle Theorie und rinascimentales Selbstverständnis, Stuttgart, 2004, p. 97-1330.
- X. Renedo Puig, L’heretge epicuri a Lo somni de Bernat Metge. In L. Badia et A. Soler (dir), Intel·lectuals i escriptors a la baixa Edat Mitjana, Barcelone 1994, p. 109-127.
- J. M. Ruiz Simon,  Lo somni de Bernat Metge : el malson filosòfic d’un epicuri. In L. Badia, M. Cabré et S. Marti (dir), Literatura i cultura a la Corona d’Aragó (s. XIII-XV), Barcelone, 2002, p. 25-47.
- B. Taylor, Bernat Metge in the Context of Hispanic Ciceronianism. In Ll. Cabré, A. Coroleu et J. Kraye (dir), Fourteenth-Century Clacissism : Petrarch and Bernat Metge, Londres-Turin: The Warburg Institute-Nino Aragno Editore, 2012, p. 125-140.
- B. Taylor et A. Coroleu (éds), Humanism and Christian Letters in Early Modern Iberia (1480-	1630), Cambridge : Cambridge Scholars Publishing, 2010.
- J. B. Xurriguera, F. C. Sainz de Robles et E. Aguilera, Bernat Metge, su obra « Lo somni » y sus versiones castellanas, Barcelone : Iberia, 1962.